# Horst Aurich
Horst Aurich (* 11. Juni 1913 in Zwickau; † 26. September 1995 in Leipzig) war ein deutscher Radsportler und Schrittmacher. 1958 wurde er als Schrittmacher von Lothar Meister I Weltmeister.

## Sportliche Laufbahn
Vom Leipziger Rennfahrer Rudi Löwe für den Radsport begeistert, trat Aurich dem Verein LRV 98 Leipzig bei. Aurich war von 1929 bis 1939 als Radsportler aktiv und zeitweilig Mitglied der deutschen Nationalmannschaft. Nach dem Zweiten Weltkrieg begann er in der DDR seine zweite Karriere im Radsport zunächst als Betreuer, dann als Schrittmacher bei Steherrennen. Seine erste Maschine baute er sich selbst zusammen, und seine ersten Fahrer suchte er auch gezielt aus.
Seinen größten Erfolg feierte Aurich am 10. August 1958 mit Lothar Meister I, den er als Schrittmacher zum Sieg bei den UCI-Weltmeisterschaften der Amateur-Steher auf der Leipziger Alfred-Rosch-Kampfbahn führte.
Die DDR-Meistertitel im Steherrennen gewann Horst Aurich fünfmal mit verschiedenen Stehern an der Rolle. 1952 siegte er mit Ronald Maraun auf der Radrennbahn in Forst vor mehr als 12.000 Zuschauern. 1955, 1956 und 1957 eroberte er den Titel mit dem Erfurter Routinier Bruno Zieger  und 1960 mit Lothar Meister I. Dazu kamen weitere zweite und dritte Plätze bei Meisterschaftsrennen. Beim Titelgewinn 1955 stellte das siegreiche Gespann einen neuen DDR-Rekord auf, der erstmals die Marke von 70 Kilometern in der Stunde übertraf, sie fuhren 70,8 Kilometer.  Weitere gute internationale Ergebnisse erreichte er bei den Großen Steherpreisen von Kopenhagen (mit Bruno Zieger) und London (mit Lothar Meister I).

## Berufliches
Aurichs erlernter Beruf war Werkzeugmacher. Von 1968 bis 1973 war er als technischer Leiter der Bahnradsportler des ASK Vorwärts Leipzig tätig.